# Peachtree Road
Peachtree Road es el 28º álbum de estudio de Elton John, editado en 2004 por Rocket.
El título del álbum hace referencia a la parte norte de Peachtree Street (donde pasa a denominarse Peachtree Road), calle principal de la ciudad de Atlanta (Georgia), dado que John posee una vivienda en la zona, mientras que la portada (obra de la fotógrafa Sam Taylor-Wood) retrata una zona suburbana de Atlanta llamada Douglasville.
Este es el primer disco de su carrera que Elton John ha producido solo, el álbum llegó al puesto N.º 17 de las listas estadounidenses y al 21º de las listas británicas, siendo certificado oro por la RIAA en diciembre de 2004.

## Lista de canciones
- Autor Elton John & Bernie Taupin.

1. "Weight of the World" – 4:00
2. "Porch Swing in Tupelo" – 4:40
3. "Answer in the Sky" – 4:04
4. "Turn the Lights Out When You Leave" – 5:03
5. "My Elusive Drug" – 4:12
6. "They Call Her the Cat" – 4:30
7. "Freaks in Love" – 4:33
8. "All That I'm Allowed (I'm Thankful)" – 4:53
9. "I Stop and I Breathe" – 3:40
10. "Too Many Tears" – 4:15
11. "It's Getting Dark in Here" – 3:50
12. "I Can't Keep This from You" – 4:37